# MS Silja Festival
MS Silja Festival er en cruisefærge, der drives af det estiske Tallink på ruten Riga i Letland og Stockholm i Sverige. Den blev bygget i 1986 af Wärtsilä værftet i Helsinki i Finland for Effoa som MS Wellamo til brug på Silja Line ruter. Den blev genopbygget i 1992 på Lloyds Werft i Bremerhaven i Tyskland som Silja Festival. I 2008 blev skibet overført fra Silja Line flåde til Tallinks flåde, men beholdt sit Silja-navn.

## Historie

### Tiden som MS Wellamo
Efter den planmæssige levering af MS Finlandia og MS Silvia Regina for Silja Lines Helsinki-Stockholm rute besluttede Johnson Line og Effoa at bestille et par skibe af lignende design til deres Turku-Stockholm rute. Den første af de nye skibe hed MS Svea og blev leveret til Johnson Line i maj 1985. Skibet  til Effoa fik navnet MS Wellamo (efter havgudinden i den finske mytologi, et traditionel navn i Effoa flåden) og leveret i januar 1986. Efter leveringen blev den indsat på Stockholm-Mariehamn-Turku ruten. 
MS Wellamo var ude for en række uheld i juli samme år; fx strømsvigt og grundstødning uden for Mariehamn. Efter grundstødningen blev det repareret på Luonnonmaan Telakka Naantali værftet i Finland. I 1989 var der planer om at omdanne det til en kombineret bil-, passagerer og jernbanefærge, men det blev opgivet. I sommeren 1990 blev MS Wellamo overflyttet til ruten Helsinki-Stockholm, fordi det nye Silja Serenade endnu ikke var færdigt, og fordi MS Finlandia, der tidligere have sejlet på ruten, var solgt til DFDS. Samme år fusionerede Effoa og Johnson Line og dannede EffJohn, som nu var eneejer af Silja Line. 
I begyndelsen af 1990'erne planlage EffJohn en storstilet rekonstruktion af GTS MS Finnjet. Men selskabet kunne ikke samle midler nok til projektet. I stedet blev pengene brugt til at genopbygge Svea og Wellamo. I 1992 blev Wellamo lagt i dok og genopbygget af Lloyds Werft i Bremerhaven i Tyskland. Mest bemærkelsesværdig af de udvendige ændringer er ny maling på skroget. Efter genopbygningen af MS Wellamo blev det omdøbt til MS Silja Festival (søsterskibet fik navnet MS Silja Karneval). Dets hjemhavn blev ændret fra Helsinki til Mariehamn. 

### Tiden som Silja Festival
Silja Festival fortsatte på samme rute sammen med sit søsterskib, men efter overtagelsen af MS Silja Europa og omorganiseringen af Silja Lines flåden var der ikke længere behov for skibe på Turku ruten og skibet blev flyttet til Umeå–Vaasa ruten fra 20. marts  til 23. maj 1993. Da Silja Line begyndte et samarbejde med Euroway i juni 1993 blev Silja Festival flyttet til deres Malmö-Travemünde-Lübeck rute, hvor det skulle sejle parallelt med MS Frans Suell. Et par måneder senere blev ruten udvidet til København. 
Efter Euroway ruten blev afsluttet i april 1994, blev Silja Festival flyttet tilbage til Kvarken for igen at operere fra Vaasa til Umeå og Sundsvall. Samtidigt aftalte Silja Line at sælge Silja Festival eller søsterskibet Silja Karneval til det norske rederi Color Line. Silja Karneval blev endelig solgt til Color Line. Silja Karneval blev omdøbt til MS Color Festival. 
2. september 1994 blev Silja Festival flyttet fra Vaasa for at sejle Helsinki-Tallinn ruten. I sommeren 1995 (26. juni – 14. august) sejlede det igen en kort periode på ruten Vaasa-Sundsvall før det igen blev sat på ruten Helsinki-Tallinn. Efter lejeaftalen på MS Silja Scandinavia blev afsluttet i april 1997, skiftede Silja Line flag fra finsk til svensk og satte det tilbage på Stockholm-Mariehamn-Turku den 5. april 1997, hvor det forblev til 2008.
Den 23. juli 2008 blev Silja Festival erstattet på Turku-Stockholm ruten af MS Galaxy og flyttet til lettisk skibsregistreringsdatabasen og malet med Tallinks logo og taget i brug på Tallink's Stockholm-Riga rute den 2. august 2008. På trods af flytningen til Tallink markedsføres skibet stadig som "Festival" og skibets registrerede navn er stadig Silja Festival.

## Dæk
- 1. Maskinrum, biograf
- 2. Maskinrum, kahytter, sauna, svømmepool og spabade
- 3. Bildæk, bildæk platform (der kan sænkes hydraulisk for at opdele bildækket i to for at give mere plads til flere biler i to lag).
- 4. Kahytter, Lobby butikker, legerum for børn, informationsskranken, ombordstigning, besætningens opholdsrum
- 5. Kahytter, besætningens opholdsrum
- 6. Suites, kahytter, besætningens opholdsrum
- 7. Natklub (niveau 1), Grill restaurant, restaurant, Café, Pub, Buffet
- 8. Natklub (niveau 2), casino, mødelokaler, taxfree butik
- 9. Bar, besætningens opholdsrum, soldæk
- 10. Besætningens kahytter
- 11. Kommandobroen

## Eksterne links
- http://www.tallinksilja.com
- Silja Festival at marinetraffic.com Arkiveret 2. marts 2009 hos  Wayback Machine